# Consejero jurídico del Gobierno de Israel
El consejero jurídico del Gobierno de Israel es asesor jurídico del Poder Ejecutivo de Israel y del servicio jurídico público, y su papel es el de la protección de las leyes, de los valores y garantizar un gobierno justo. El consejero también es el responsable por la protección de los intereses públicos contra alguna posible infracción a las leyes realizado por el gobierno. Es uno de los más importantes cargos en la democracia israelí y un instituto central en el sistema jurídico de Israel.
- Datos: Q117037427